# Дом (цыгане)
Дом — одна из восточных ветвей цыган. Территория проживания: арабоязычные страны, Турция, Греция, Иран, Ирак, Кипр, Закавказье, Средняя Азия, Израиль. Одна из самых малоизученных цыганских ветвей, включает в себя несколько этнических групп. Имеют очень низкий уровень жизни, образования часто не имеют никакого. Так же, как люли и первые цыгане в Европе, могут иметь на лице особенные татуировки. Живут компактными общинами. По вероисповеданию почти все дом — мусульмане; иногда встречаются христиане. Говорят на языке, известном как «язык домари», сильно отличающемся от европейских цыганских диалектов и с большим количеством заимствований из арабского и некоторых других языков Ближнего Востока, но того же происхождения. Признают своими родственниками цыган-рома и цыган-кале. Считается, что больше всего цыган-дом проживает в Египте. На данный момент дом ведут кочевой, полукочевой и оседлый образ жизни, в зависимости от страны проживания. В Израиле официально причисляются к арабам; там же с 1999 года существует их организация «Домари: Общество цыган в Иерусалиме».
Традиционные занятия: мелкие ремёсла, работа с жестью, музыка, пение, танцы, гадание; среди израильских дом много разнорабочих (уборщиков улиц, слесарей-сантехников и т. п.). Как и у цыган-рома, характерны любовное отношение к лошади и объединение семей в малые роды, а малых родов — в большие. Семьи цыган-дом традиционно многодетные.
В октябре 2012 года староста цыганского квартала Восточного Иерусалима обратился к мэру столицы Ниру Баркату с просьбой оказать содействие в получении его соотечественниками израильского гражданства. По его словам, цыгане гораздо ближе по своим взглядам к евреям, чем к арабам: они любят Израиль, а их дети хотели бы проходить службу в ЦАХАЛ. По словам лидера общины, израильские цыгане практически забыли свой язык и говорят по-арабски, при этом палестинцы считают цыган людьми «второго сорта».
Лингвистический анализ позволяет предположить, что, хотя предки дом те же, что у рома, но дом покинули Индию в другое время.

## Территория расселения

### Азербайджан
В Азербайджане дом представлены во многих городах и регионах страны: в Баку и на Апшеронском полуострове; в городах и окрестностях Газаха, Агстафа, Гянджи, Барды, Агдаша, Гёйчая, Евлаха, Шемахы, Ахсу, Гобустана, Загаталы, Балакен, Гаха, Губы, Хачмаза и Худата. Небольшое число дом проживало в Шуше, Джебраиле и Агдаме вплоть до начала Первой карабахской войны (1992—1994), после которой они мигрировали в другие районы Азербайджана.

### Грузия
В Грузии некоторые семьи дом проживают рядом с азербайджанским населением в Марнеульском, Болнисском и Дманисском муниципалитетах в Квемо-Картли. В 1990-е, с распадом СССР небольшая часть этих сообществ мигрировала в Тбилиси и Кутаиси.

### Россия
Несколько семей дом проживают в России, а именно — в Белореченске.